# Zdravotnická záchranná služba Olomouckého kraje
Zdravotnická záchranná služba Olomouckého kraje, příspěvková organizace (ZZS OK, do 19. října 2004 Územní středisko záchranné služby v Olomouci, příspěvková organizace) je příspěvková organizace a provozovatel záchranné služby v Olomouckém kraji. Hlavní náplní činnosti organizace je poskytování odborné přednemocniční neodkladné péče (PNP) podle zákona č. 374/2011 Sb. o zdravotnické záchranné službě. PNP je zajišťována na území o rozloze 5 159 km² pro téměř 650 000 obyvatel. V oblasti Olomouckého kraje je k dispozici celkem 26 výjezdových skupin a jedna skupina letecké záchranné služby rozmístěných na 15 výjezdových základnách.
Zdravotnická záchranná služba Olomouckého kraje vznikla 1. června 2004. Zřizovatelem organizace je samotný Olomoucký kraj, z jehož rozpočtu je hrazena. Od 1. června 2004 je jednou ze 14 krajských záchranných služeb.

## Historie
K 31. prosinci 2003 zanikly okresní úřady a 1. června 2004 vznikla Zdravotnická záchranná služba Olomouckého kraje sloučením Územního střediska záchranné služby v Olomouci a samostatných okresních záchranných služeb na území okresů Prostějov, Přerov, Šumperk a Jeseník. Všechna výjezdová stanoviště i jednotlivé dispečinky byly sloučeny pod jednu organizaci. 19. října 2004 byl změněn název organizace na Zdravotnická záchranná služba Olomouckého kraje.[zdroj?]

## Organizační struktura
Olomoucký kraj je pro potřeby záchranné služby rozčleněn do pěti územních odborů, které čítají dohromady 15 výjezdových základen. Hranice územních odborů respektují víceméně hranice okresů. Jednotlivé výjezdové skupiny jsou řízeny z krajského zdravotnického operačního střediska (KZOS).[zdroj?]

## Krajské zdravotnické operační středisko
Krajské zdravotnické operační středisko (KZOS) bylo do plného chodu uvedeno k 1. dubnu 2005. Do té doby existovala samostatná střediska v každém okrese Olomouckého kraje. Střediska okresů Přerov a Prostějov byla ke krajskému zdravotnickému operačnímu středisku připojena na konci roku 2004, 1. dubna 2005 došlo ke sloučení středisek okresů Šumperk a Jeseník.

## Výjezdové skupiny

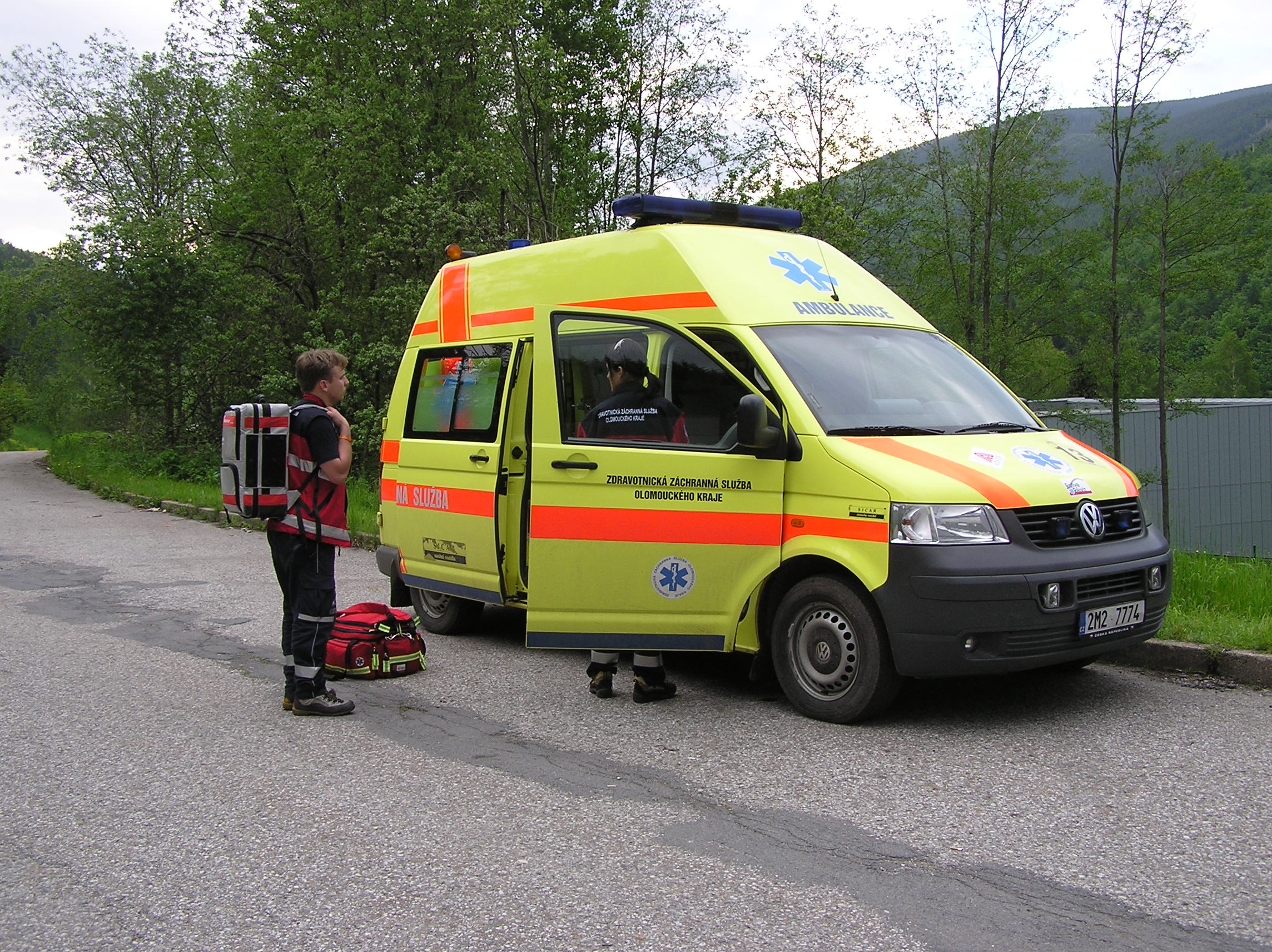
Záchranáři Zdravotnické záchranné služby Olomouckého kraje při soutěži Rallye Rejvíz v Koutech nad Desnou

Na území celého kraje je k dispozici v nepřetržitém 24hodinovém provozu celkem 28 výjezdových skupin, jejichž počet se mění s pracovní a noční dobou. V nočních hodinách je počet posádek snížen. Výjezdové skupiny pracují v režimech rychlá zdravotnická pomoc (RZP) ve složení řidič-záchranář a zdravotnický záchranář, rychlá lékařská pomoc (RLP) ve složení řidič-záchranář, lékař a zdravotnický záchranář. Lékařské posádky pracují na některých výjezdových základnách (Olomouc - Hněvotínská, Šternberk a Zábřeh) v systému Rendez-Vous (RV) s lékařem a řidičem-záchranářem v osobním automobile. Tento počet je dále doplňován jednou posádkou letecké záchranné služby (pilot, zdravotnický záchranář, lékař) jejíž provoz je omezen na denní dobu limitovanou východem a západem slunce.[zdroj?]

## Výjezdové základny
V současnosti[kdy?] je Olomoucký kraj pokryt sítí 15 výjezdových základen, na kterých je k dispozici 29 výjezdových skupin (9 RLP/RV + 20 RZP) + 1 posádka letecké záchranné služby v denní směně. V noční směně je k dispozici 26 výjezdových skupin (9 RLP/RV + 17 RZP). Výjezdové základny jsou rozmístěny tak, aby byl dojezd k pacientovi uskutečněn do 20 minut od přijetí výzvy. Základna letecké záchranné služby (LZS) se nachází společně se základnou pozemních výjezdových skupin v Olomouci na Hněvotínské ulici. Krajské zdravotnické operační středisko (KZOS) se nachází v sídle ZZS OK (zároveň výjezdová základna) v Olomouci na Aksamitově ulici.[zdroj?]
Lékařskou pohotovostní službu (LPS) provozuje ZZS OK v Šumperku a v Jeseníku.

### Přehled výjezdových základen

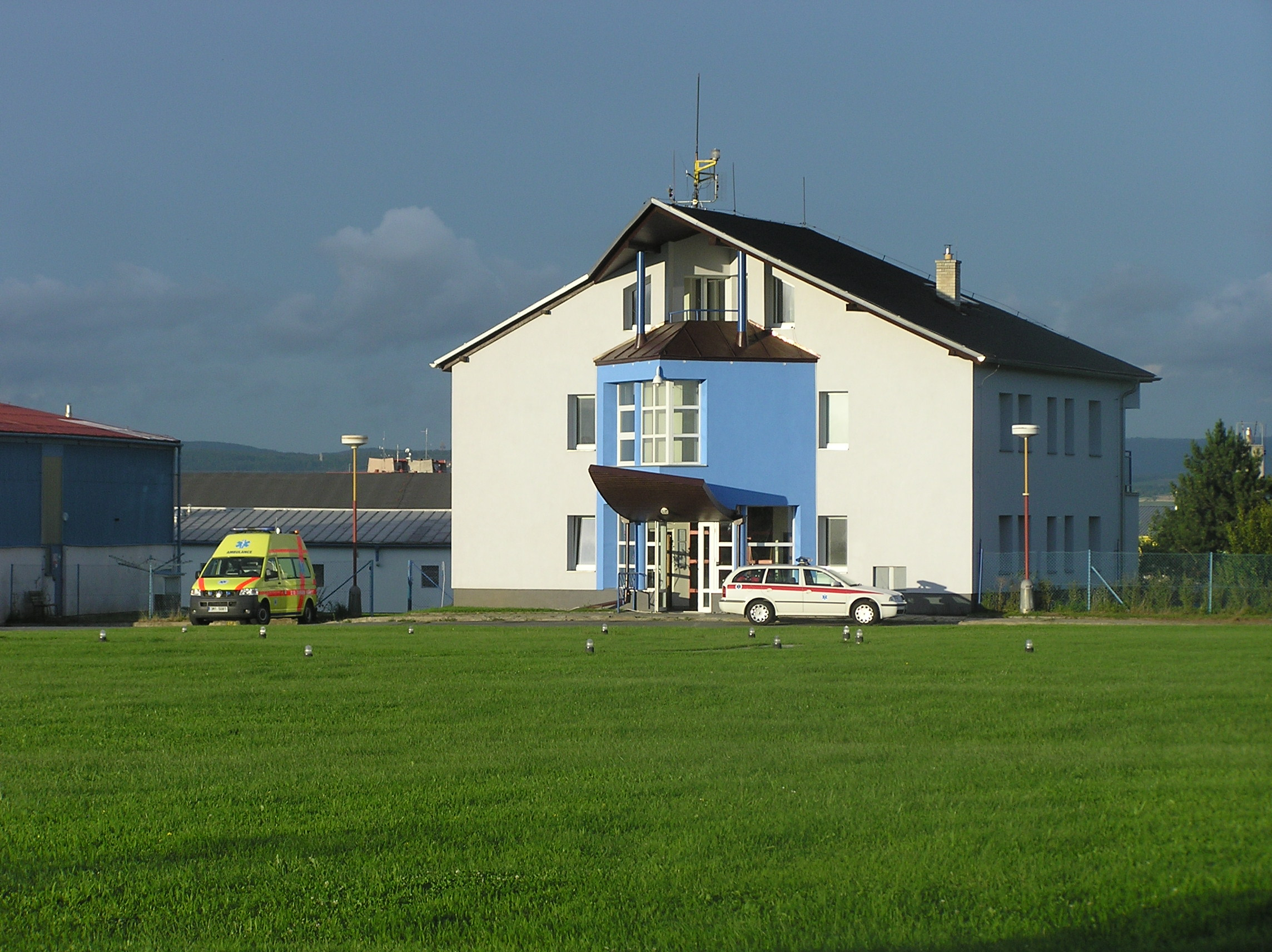
Výjezdová základna a stanice letecké záchranné služby na Tabulovém vrchu

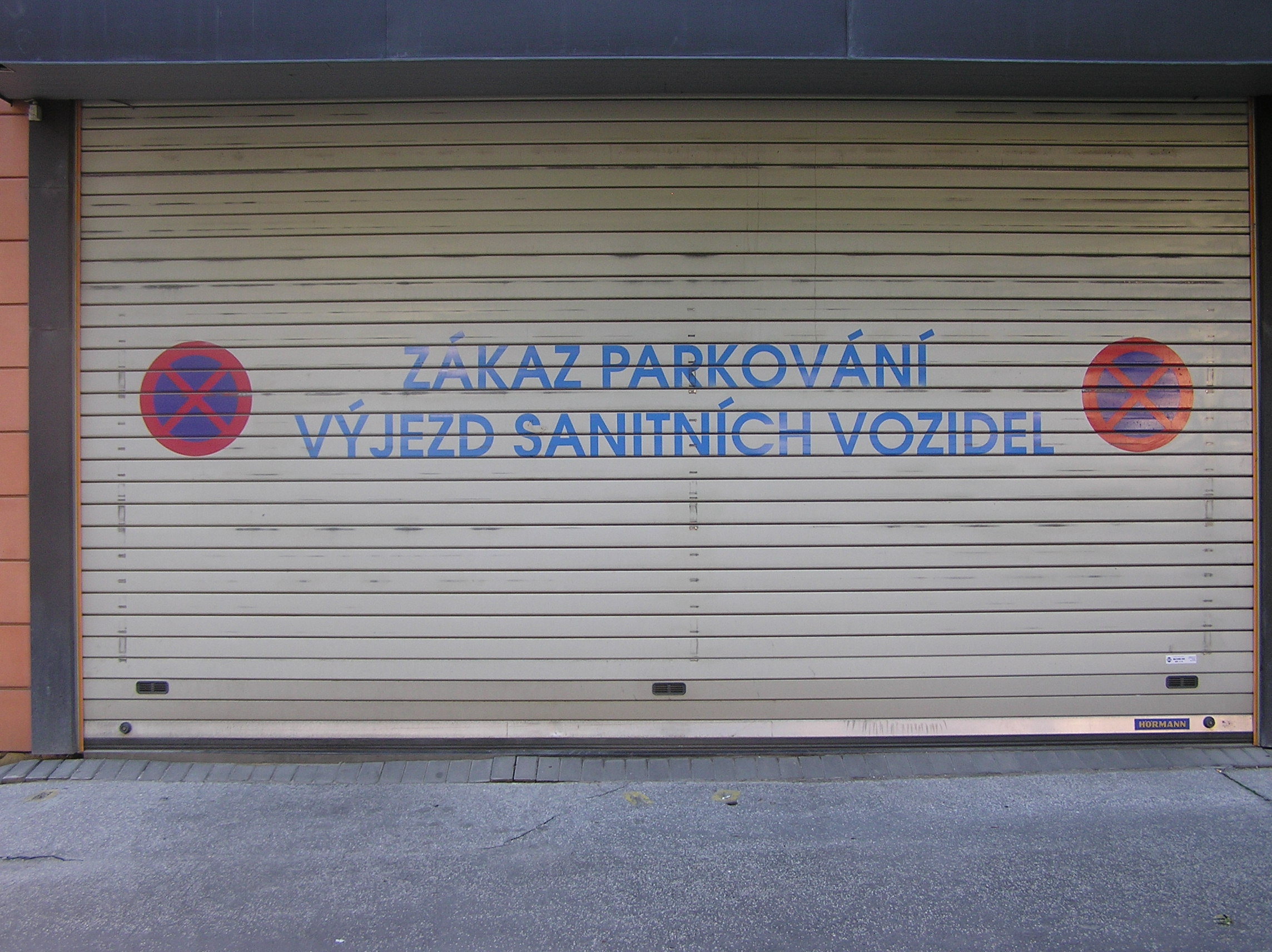
Nápis na garážích výjezdové základny

| Územní odbor (ÚO) | Výjezdová základna       | Poznámka                 | Výjezdové skupiny       |
| Olomouc           | Olomouc, ul. Hněvotínská | letecká záchranná služba | LZS (den), RV, RZP, RZP |
| Olomouc           | Olomouc, ul. Aksamitova  | KZOS                     | RLP, RZP, RZP (den)     |
| Olomouc           | Šternberk                |                          | RV, RZP                 |
| Olomouc           | Uničov                   |                          | RZP                     |
| Olomouc           | Litovel                  |                          | RZP                     |
| Prostějov         | Prostějov                |                          | RLP, RZP, RZP (den)     |
| Prostějov         | Konice                   |                          | RZP                     |
| Přerov            | Přerov                   |                          | RLP, RZP, RZP           |
| Přerov            | Hranice                  |                          | RLP, RZP                |
| Přerov            | Kojetín                  |                          | RZP                     |
| Šumperk           | Šumperk                  | LPS                      | RLP, RZP, RZP           |
| Šumperk           | Zábřeh                   |                          | RV, RZP                 |
| Šumperk           | Mohelnice                |                          | RZP                     |
| Šumperk           | Hanušovice               |                          | RZP                     |
| Jeseník           | Jeseník                  | LPS                      | RLP, RZP                |
| Jeseník           | Javorník                 |                          | RZP                     |

## Letecká záchranná služba

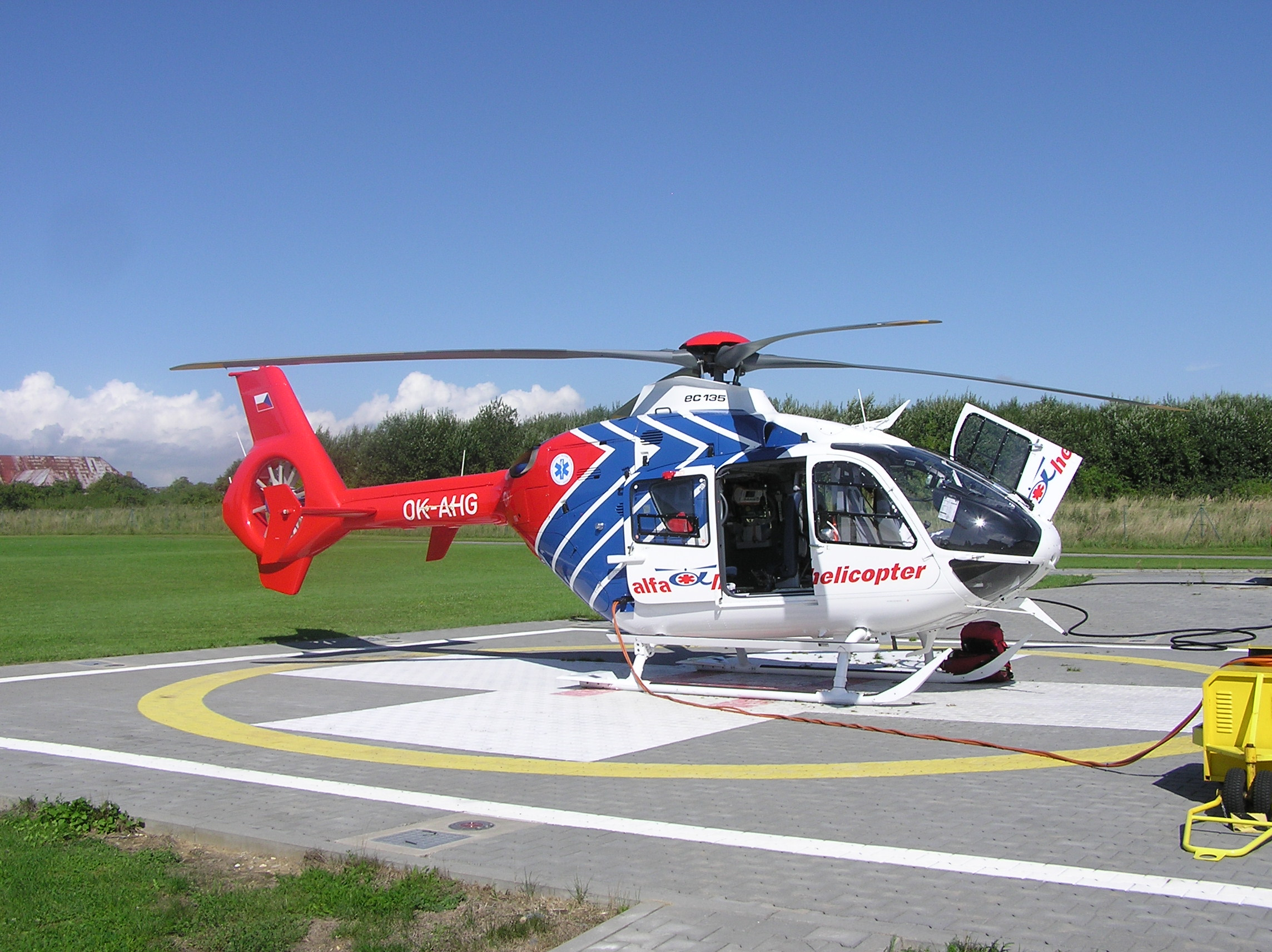
Kryštof 09 - vrtulník letecké záchranné služby Olomouckého kraje do 31. 12. 2016

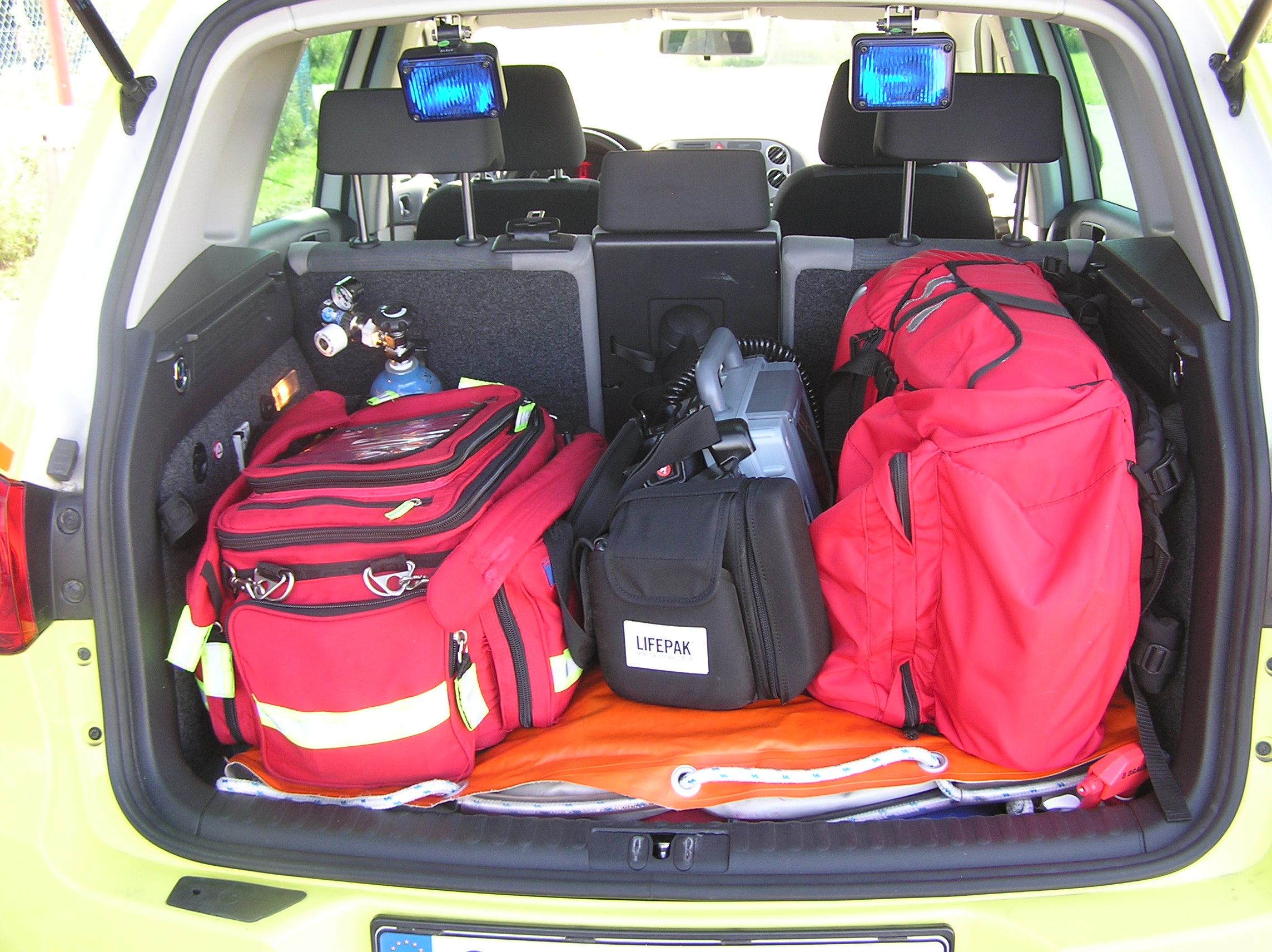
Zdravotnické vybavení vozu v setkávacím systému RV

Provoz letecké záchranné služby (LZS) byl v Olomouci zahájen 1. října 1990. Zdravotnickou část posádky LZS zajišťuje Zdravotnická záchranná služba Olomouckého kraje. Provoz vrtulníku, provozní pracovníky a piloty zajišťovala do 31. 12. 2016 společnost Alfa Helicopter. Společnost zde provozovala moderní vrtulník typu Eurocopter EC 135 T2+. Od 1. 1. 2017 zde LZS provozuje společnost ATE (Air Transport Europe) se svým starším vrtulníkem Agusta A109. Volacím znakem vrtulníku je Kryštof 09. LZS je k dispozici v denním provozu limitovaném východem a západem slunce. Do 29. února 2012 fungovala v nepřetržitém nočním provozu stanice Kryštof 09 v Olomouci. 1. května 2012 došlo ke změně nočního provozu, noční provoz byl ukončen na stanici letecké záchranné služby Kryštof 09 v Olomouci a byl trvale zaveden na stanici Kryštof 04 v Brně. Ke změně došlo především pro lepší pokrytí Moravy v nočních hodinách. Heliport je umístěn společně s výjezdovou základnou na Tabulovém vrchu v Olomouci. Vrtulník z Olomouckého kraje zasahuje často také ve Zlínském kraji, který neprovozuje LZS.

## Vozový park
Nejčastějším sanitním vozidlem ve vozovém parku Zdravotnické záchranné služby Olomouckého kraje je Volkswagen Transporter ve verzích T5 a T4 využívaný pro výjezdy skupin RZP a RLP. Pro výjezdy ve víceúrovňovém setkávacím systému RV jsou použita vozidla Volkswagen Tiguan, Volkswagen Touareg nebo Škoda Octavia Combi. V květnu roku 2016 byly pořízeny tři nové plně vybavené sanitní vozy. Jde o vozidla Volkswagen Transporter T5 s pohonem 4x4. Tato vozidla jsou u ZZS OK první, která mají zelenožlutý reflexní polep nazývaný battenburská šachovnice.[zdroj?]

## Galerie

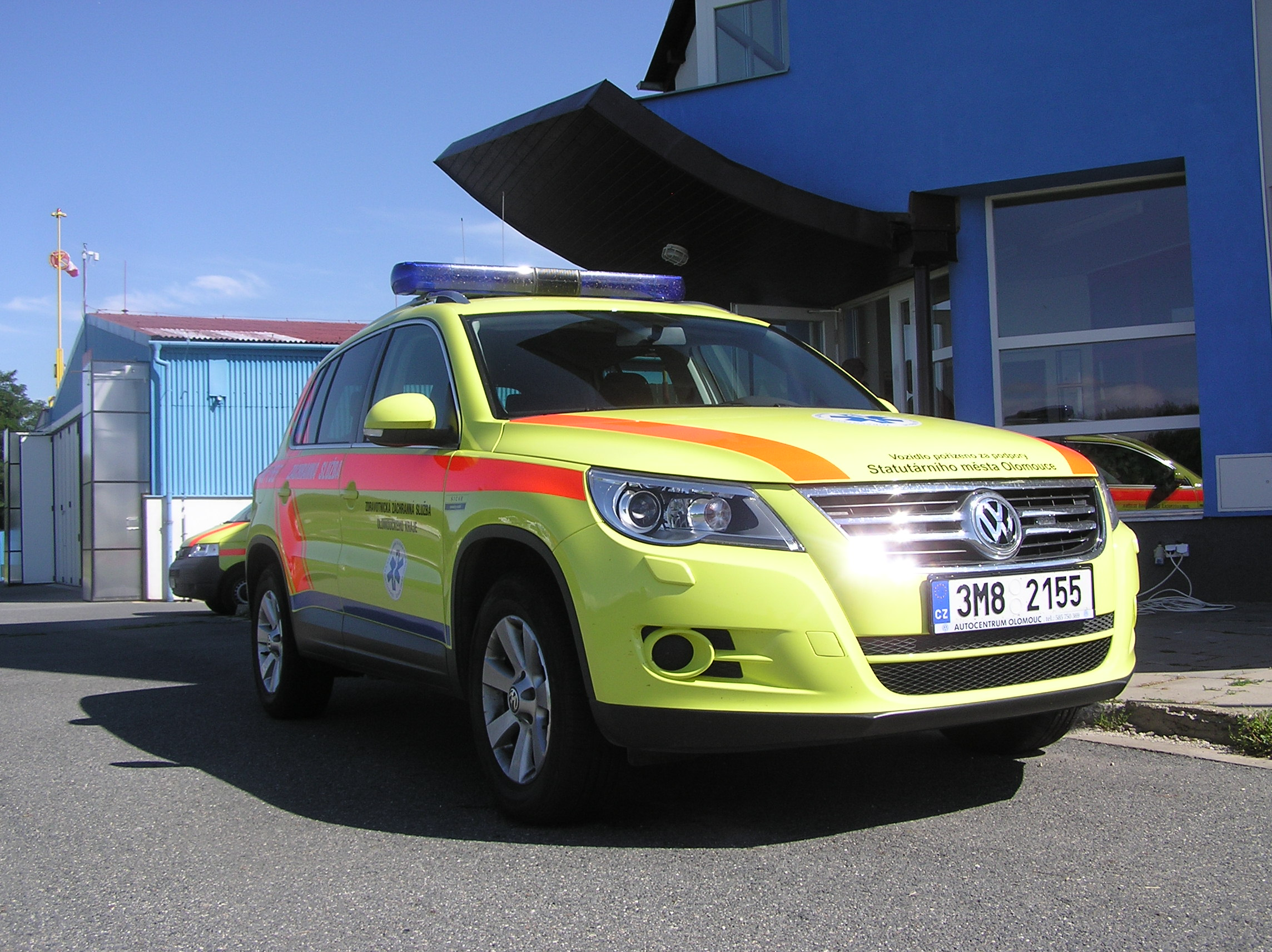
Volkswagen Tiguan vyjíždí ve víceúrovňovém setkávacím systému (RV)
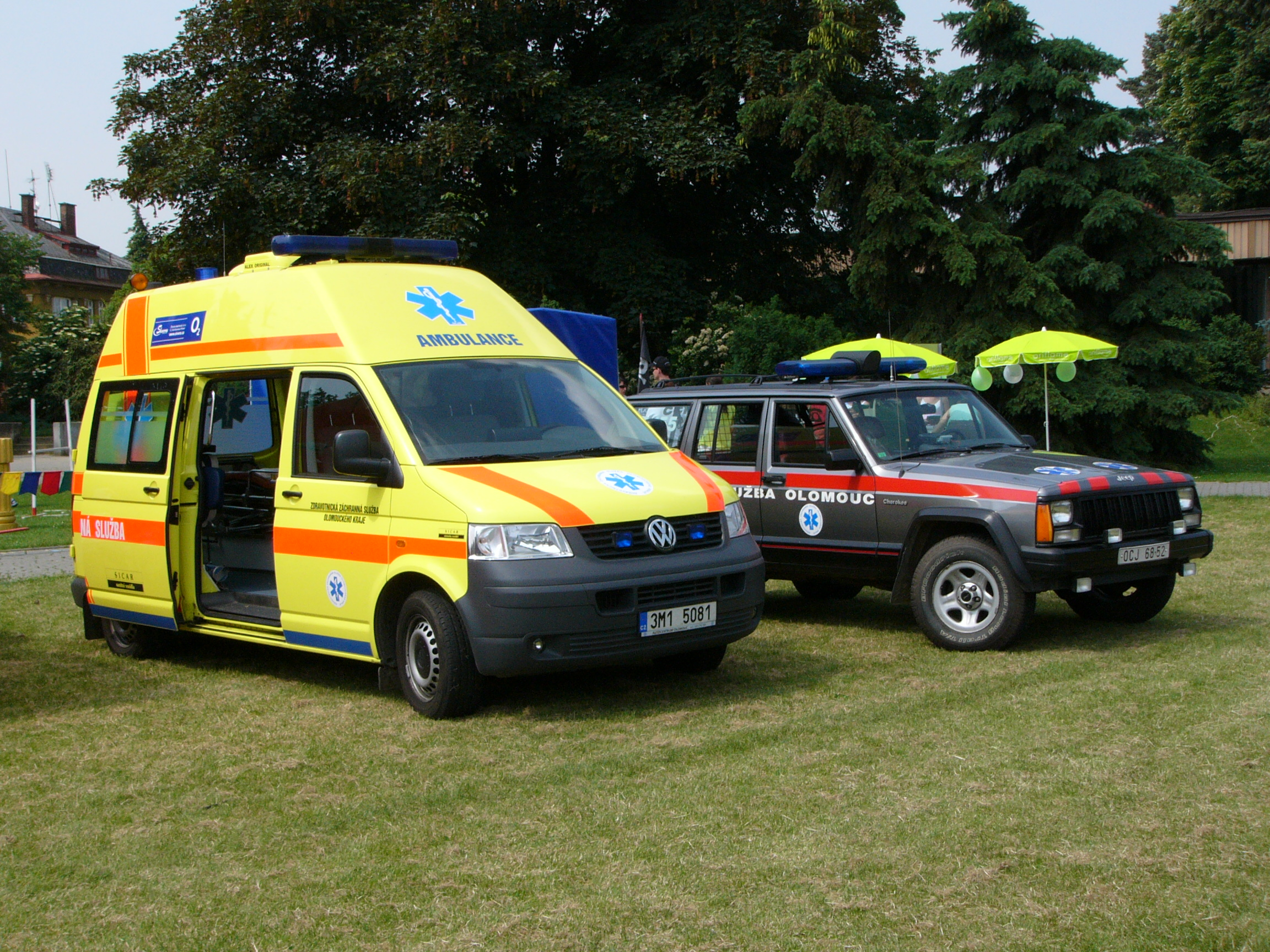
Sanitní vozidla Zdravotnické záchranné služby Olomouckého kraje
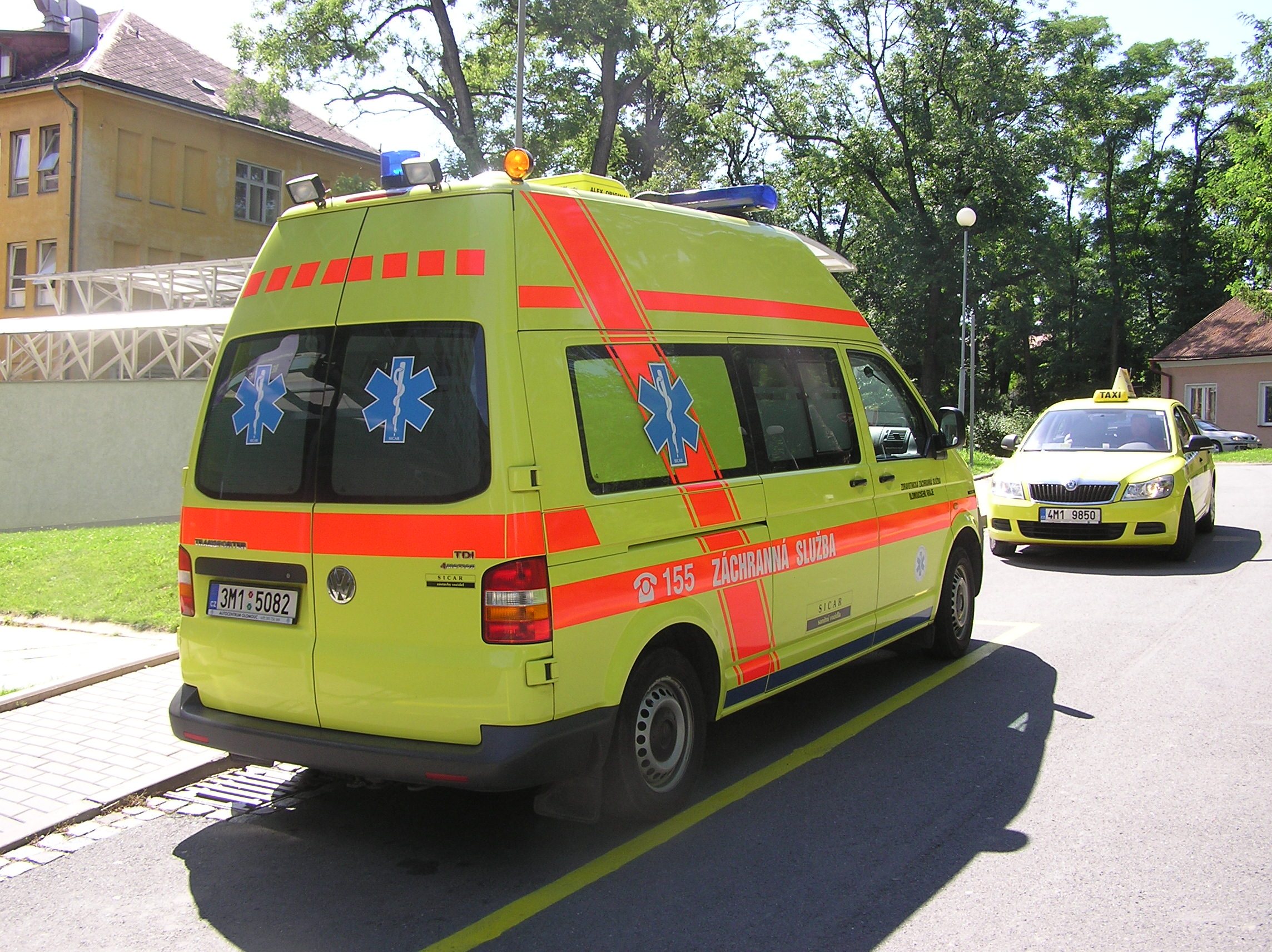
Volkswagen Transporter T5 určen pro výjezdy v režimech rychlá zdravotnická pomoc a rychlá lékařská pomoc
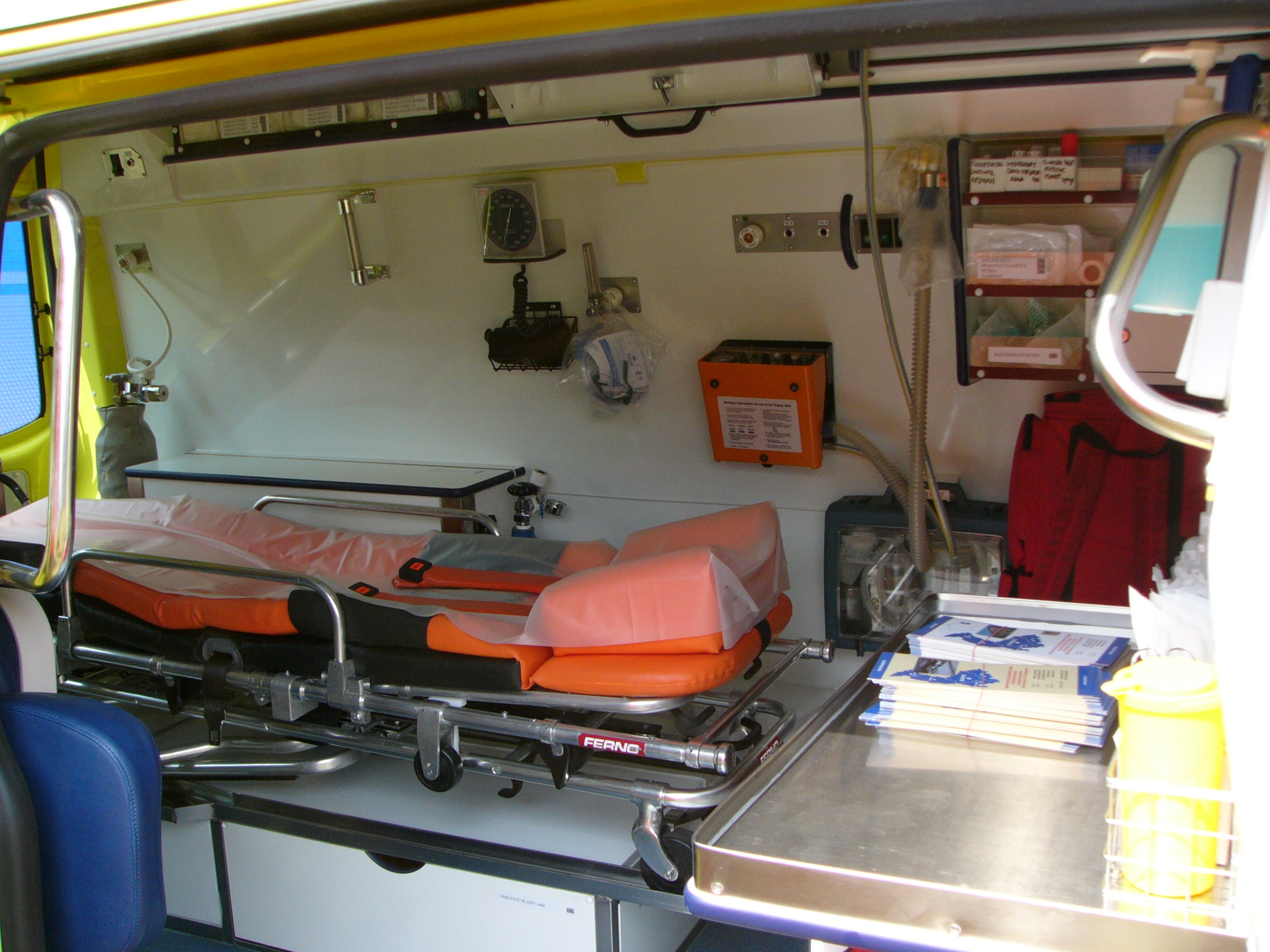
Vnitřní zástavba sanitního vozidla RZP/RLP Zdravotnické záchranné služby Olomouckého kraje
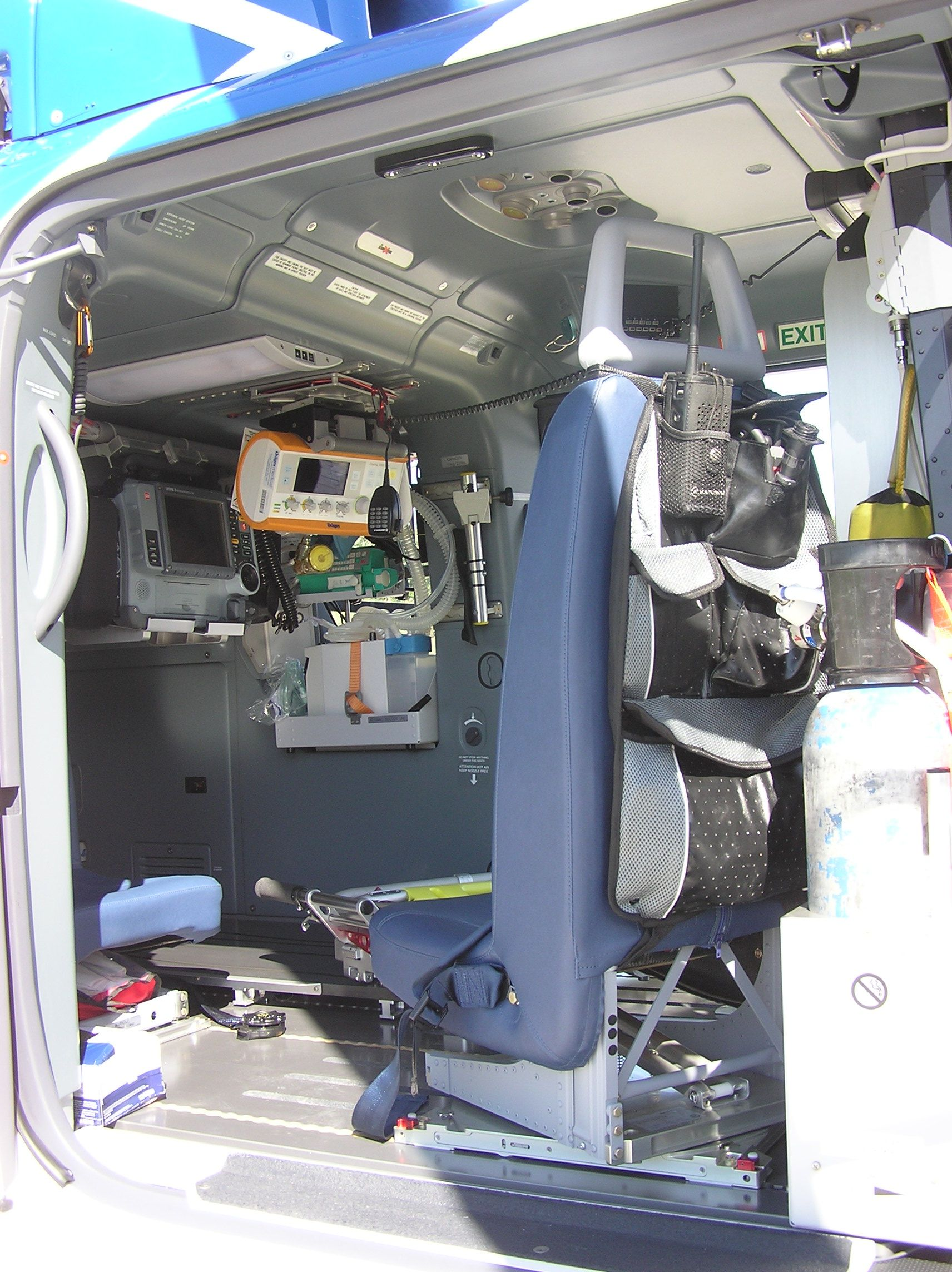
Vnitřní zástavba vrtulníku letecké záchranné služby v Olomouckém kraji